# Orava
Orava (em estoniano:  Orava vald) é um município rural estoniano localizado na região de Põlvamaa.